# Дурдан
Дурдан (фр. Dourdan) — город в департаменте Эсон региона Иль-де-Франс, входит в агломерацию (aire urbaine) Парижа.

## Название
Название города имеет кельтское происхождение. В галло-романский период важный центр производства керамики. Резиденция Гуго Великого, отца Гуго Капета, который умер в Дурдане в 956 году.

## Население
Население, по состоянию на 2018 год, — 10 559 жителей.

## История
Готическая церковь Сен-Жермен де л’Оксерруа строилась 500 лет (с XII по XVII в.). Дурданский замок (фр.) построен Филиппом II Августом в 1220 году. Среди его хозяев — Бланка Кастильская, Людовик Эврё, Жан Беррийский, Жанна I, графиня Артуа, Ла Гир, Франциск I де Гиз, Сюлли, Анна Австрийская и герцоги Орлеанские.
Вокруг города — Дурданский лес (фр.), где охотились французские короли.
В Дурдане жил Рустам Раза, мамелюк Наполеона I.

## Транспорт
Соединяется с Парижем линией C системы RER (две станции) и железной дорогой SNCF, ведущей на вокзал Аустерлиц.